# Ruta de Illinois 43
La Ruta de Illinois 43, y abreviada IL 43 (en inglés: Illinois Route 43) es una carretera estatal estadounidense ubicada en el estado de Illinois. La carretera inicia en el sur desde la US 30     en Frankfort hacia el norte en la US 41  , IL 120   en Waukegan. La carretera tiene una longitud de 97 km (60.30 mi).

## Mantenimiento
Al igual que las autopistas interestatales, y las rutas federales y el resto de carreteras estatales, la Ruta de Illinois 43 es administrada y mantenida por el Departamento de Transporte de Illinois por sus siglas en inglés IDOT.